# Myopa picta
Myopa picta är en tvåvingeart som beskrevs av Georg Wolfgang Franz Panzer 1798. Myopa picta ingår i släktet Myopa och familjen stekelflugor. Inga underarter finns listade i Catalogue of Life.